# Olena Kostevytj
Olena Dmitrivna Kostevytj (ukrainska:Олена Дмитрівна Костевич ) född 14 april 1985 i Chabarovsk, Ryska SFSR, Sovjetunionen, är en ukrainsk sportskytt från Tjernihiv. 
Vid en ålder av 17, vann Kostevytj 10 meter luftpistol på VM 2002 i Lahtis. Hon följde detta upp med en seger i 2003 års World Cup Final, och guld vid OS i Aten 2004. Vid OS 2008 blev hon placerad på 26:e plats i 25 meter pistol och på 31:e i 10 meter luftpistol. Hon vann två brons på OS i London 2012 i 10 meter luftpistol och 25 meter pistol.
Kostevytjs ukrainska rekord är på 394 poäng, vilket är en poäng högre än världsrekordet. Ett resultat som hon delar med Anke Todorović och Svetlana Smirnova. 
Kostevytj är student vid Tjernihiv teknologiska statsuniversitet.